# Lucius Minicius Natalis Quadronius Verus

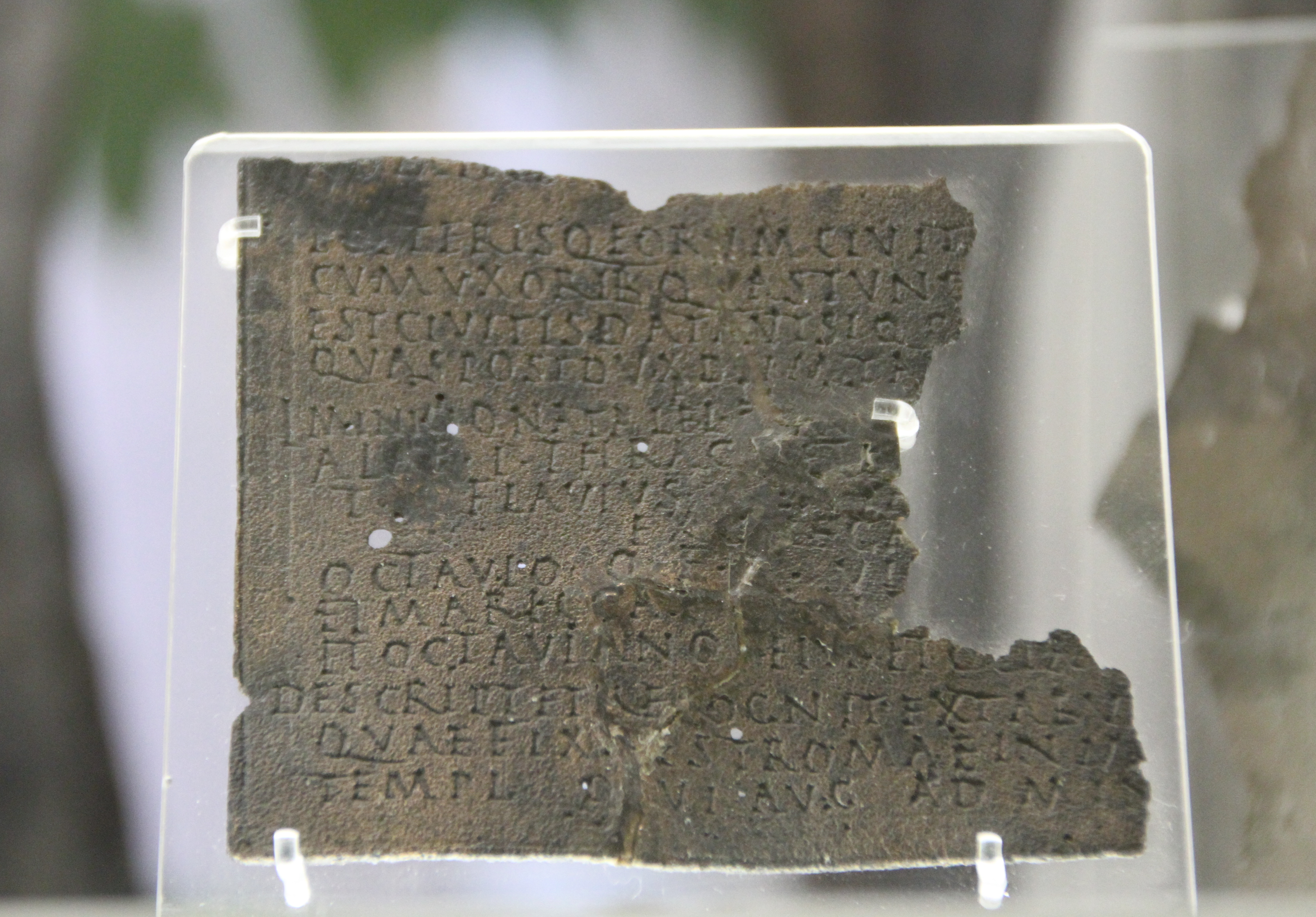
Ein Militärdiplom von 139 n. Chr.

Lucius Minicius Natalis Quadronius Verus (* Anfang Februar ca. 96 in Barcino) war ein römischer Senator und Militär des 2. Jahrhunderts n. Chr. In den Militärdiplomen wird sein Name als Lucius Minicius Natalis angegeben.
Natalis stammte aus Barcino (dem heutigen Barcelona) in der Provinz Tarraconensis. Sein Vater war Lucius Minicius Natalis, Suffektkonsul im Jahr 106. Natalis begann seine Laufbahn (cursus honorum) als Münzmeister. Danach diente er in drei Legionen (Legio I Adiutrix in Dakien ca. 115, Legio XI Claudia in der Provinz Moesia (Mösien) ca. 115 und Legio XIIII Gemina in Carnuntum ca. 116/117, wohl zur Zeit, als sein Vater dort Statthalter war) als Militärtribun. Als Kandidat des Kaisers Hadrian bekleidete Natalis dann die Quästur (ca. 121/122). Da Hadrian während seiner ersten großen Reise, die er im Sommer 121 antrat, seiner Quästoren nicht bedurfte, konnte Natalis seinen Vater als Legat in die Provinz Africa begleiten, wo ihm die karthagische Diözese anvertraut wurde. Anschließend erhielt er als Kandidat des Kaisers das Volkstribunat (ca. 125/126). Später diente Natalis als Prätor (127 oder 128). Im Jahr 129 siegte Natalis in Olympia im Wagenrennen. Ca. 130/131 übernahm er als Legat das Kommando über die Legio VI Victrix in Britannien. Nach seiner Rückkehr wurde er praefectus alimentorum und zugleich Kurator der Via Flaminia.
Durch Militärdiplome, die z. T. auf den 18. Juli und den 22. August 139 datiert sind, ist belegt, dass Natalis 139 zusammen mit Lucius Claudius Proculus Cornelianus Suffektkonsul war; die beiden übten dieses Amt vermutlich vom 1. Juli bis zum 31. August aus. Das Suffektkonsulat war der Höhepunkt seiner Karriere. Anschließend übernahm er in Rom das Amt des Verwalters der öffentlichen Arbeiten und der religiösen Einrichtungen (curator operum publicorum et aedium sacrorum) und wurde zwischen 140 und 144 Legat der Provinz Moesia inferior (Niedermösien). Den Abschluss seiner Karriere bildete das Prokonsulat in der Provinz Africa (um 154). Nach seinem Tod vermachte er den Kolonisten von Barcino ein Vermögen von 100.000 Sesterzen, deren Ertrag jedes Jahr den Beamten ausgezahlt werden sollte.